# Mus mattheyi
Mus mattheyi é uma espécie de roedor da família Muridae.
Pode ser encontrada nos seguintes países: Burkina Faso, Costa do Marfim, Gana e Senegal.
Os seus habitats naturais são: savanas húmidas.